# Wangqiao (köpinghuvudort i Kina, Jiangxi Sheng, lat 28,18, long 116,71)
Wangqiao är en köpinghuvudort i Kina. Den ligger i provinsen Jiangxi, i den sydöstra delen av landet, omkring 99 kilometer sydost om provinshuvudstaden Nanchang. Antalet invånare är 15 255. Befolkningen består av 7 224 kvinnor och 8 031 män. Barn under 15 år utgör 22,0 %, vuxna 15-64 år 70 %, och äldre över 65 år 6,0 %.
Runt Wangqiao är det tätbefolkat, med 297 invånare per kvadratkilometer. Närmaste större samhälle är Yujiangxian, 10,7 km öster om Wangqiao. I omgivningarna runt Wangqiao växer huvudsakligen savannskog.
Genomsnittlig årsnederbörd är 2 491 millimeter. Den regnigaste månaden är juni, med i genomsnitt 454 mm nederbörd, och den torraste är oktober, med 26 mm nederbörd.